# Phanerotomella orientalis
Phanerotomella orientalis är en stekelart som beskrevs av Vladimir Ivanovich Tobias 1986. Phanerotomella orientalis ingår i släktet Phanerotomella och familjen bracksteklar. Inga underarter finns listade i Catalogue of Life.